# Педерсен, Моника
Моника Педерсен (дат. Monika Pedersen, род. 21 декабря 1978, Сканнерборг, Дания) — датская певица, бывшая вокалистка групп Sinphonia и The World State, а также норвежской готик-метал группы Sirenia, в которую пришла на смену Генриетте Бордвик. Так же в качестве вокалистки сотрудничала с группами Mercenary, Effektor, Evil Masquerade, Manticora and Ad Noctum.

## Биография
Моника — одна из первоначальных членов группы Sinphonia, основанной в 1998 году в Копенгагене, в которой она записала три альбома. С этим материалом музыкальный коллектив имел определённый успех в Дании и других северных странах.
После прослушивания в Норвегии в середине 2006 года Педерсен была выбрана третьей вокалисткой группы Sirenia, но записала с группой только один альбом Nine Destinies and a Downfall и снялась в двух клипах: «My Mind’s Eye» и «The Other Side». Клипы были первыми для группы и пользовались успехом у публики.
Несмотря на то, что участие в группе Sirenia принесло ей международную известность, из-за разногласий с Мортеном Веландом 5 ноября 2007 года она покинула группу, лишь через 9 месяцев после выхода Nine Destinies and a Downfall и совместного тура со шведской группой Therion, который пришлось отменить из-за проблем с голосом Моники.
Также она сотрудничала с датскими метал-группами Mercenary, Efektor, Evil Masquerade, Manticora и Ad Nocturm.
В начале 2012 года вступила в играющую прогрессивный метал группу The World State и записала с ней мини-альбом. Однако в марте 2014 года она покинула группу по семейным обстоятельствам. Её место заняла Бина Россенвихе.
В декабре 2015 года Моника собиралась записать несколько новых песен, но работа сорвалась и была перенесена на неопределённый срок.
В дальнейшем Моника занялась продажей картин. На февраль 2016 года была запланирована её первая выставка совместно с её матерью-художницей Фридой Фреей.

## Дискография

### С Sinphonia
- When the Tide Breaks — 2000
- The Divine Disharmony — 2002
- Silence (EP) — 2005

### С Sirenia
- Nine Destinies and a Downfall — 2007

### С The World State
- Flier (EP) — 2013

### Другие проекты
- C Mercenary — 11 Dreams (2004)
- C Evil Masquerade — Theatrical Madness (2005)

## Видеоклипы
- «My Mind’s Eye» (Sirenia) 2007
- «Other Side» (Sirenia) 2007